# David van der Colff
David van der Colff (* 29. April 1997) ist ein ehemaliger US-amerikanisch-botswanischer Schwimmer.

## Karriere
Van der Colff trat bei den Olympischen Spielen 2016 in Rio de Janeiro an. Im Wettbewerb über 100 m Rücken erreichte er Rang 55.
Außerdem nahm er an den Kurzbahnweltmeisterschaften 2012 in Istanbul und 2014 in Doha, den Afrikanischen Juniorenmeisterschaften 2013, den Jugend-Schwimmweltmeisterschaften 2013 in Dubai und den bahamaischen nationalen Meisterschaften 2016 teil.